# Olympische Sommerspiele 2024/Badminton (Herrendoppel)
Das Badminton-Doppel der Männer bei den Olympischen Spielen 2024 in Paris fand vom 27. Juli bis 4. August 2024 in der neu erbauten Arena Porte de la Chapelle statt. Titelverteidiger waren die Taiwaner Lee Yang und Wang Chi-lin, die in Tokio im Finale 21:18, 21:12 gegen ein chinesisches Doppel gewannen.

## Titelverteidiger
| Olympische Spiele 2020         | Lee Yang Wang Chi-lin               | Tokio           |
| Weltmeisterschaften 2023       | Kang Min-hyuk Seo Seung-jae         | Kopenhagen      |
| Afrikameisterschaften 2024     | Koceila Mammeri Youcef Sabri Medel  | Kairo           |
| Panamerikameisterschaften 2024 | Chen Zhi-yi Presley Smith           | Guatemala-Stadt |
| Asienmeisterschaften 2024      | Liang Weikeng Wang Chang            | Ningbo          |
| Europameisterschaften 2024     | Kim Astrup Anders Skaarup Rasmussen | Saarbrücken     |
| Ozeanienmeisterschaften 2024   | Lukas Defolky Huaidong Tang         | Geelong         |

## Qualifikation
Die Qualifikation erfolgte ausschließlich über die sogenannte „Race-to-Paris-Ranking-List“, die Ergebnisse aus dem Zeitraum vom 1. Mai 2023 bis zum 28. April 2024 enthielt. Jeweils zwei Doppel pro Nation waren startberechtigt, wenn diese beide unter den Top 8 der Rangliste standen. Ansonsten durfte nur ein Doppel pro NOK an den Start gehen, bis ein Limit von 16 Doppeln erreicht war. Unter diesen 16 Doppeln musste mindestens ein Doppel jedes Kontinents vertreten sein.

## Setzliste
| Nr. | Paarung                               | Erreichte Runde |
| --- | ------------------------------------- | --------------- |
| 01. | Liang Weikeng Wang Chang              | Silber          |
| 02. | Kim Astrup Anders Skaarup Rasmussen   | 4. Platz        |
| 03. | Satwiksairaj Rankireddy Chirag Shetty | Viertelfinale   |
| 04. | Kang Min-hyuk Seo Seung-jae           | Viertelfinale   |

## Ergebnisse

### Gruppenphase

#### Gruppe A
| Rang | Doppel                         | Spiele | gew. | verl. | Sätze gew. | Sätze verl. | Punkte  |
| ---- | ------------------------------ | ------ | ---- | ----- | ---------- | ----------- | ------- |
| 1.   | Liang Weikeng / Wang Chang (1) | 3      | 3    | 0     | 6          | 1           | 142:106 |
| 2.   | Aaron Chia / Soh Wooi Yik      | 3      | 2    | 1     | 4          | 3           | 139:118 |
| 3.   | Ben Lane / Sean Vendy          | 3      | 1    | 2     | 4          | 4           | 143:142 |
| 4.   | Adam Dong / Nyl Yakura         | 3      | 0    | 3     | 0          | 6           | 68:126  |

| Doppel 1                       | Ergebnis                  | Doppel 2                  |
| 27. Juli 2024, 9:29 Uhr        | 27. Juli 2024, 9:29 Uhr   | 27. Juli 2024, 9:29 Uhr   |
| ------------------------------ | ------------------------- | ------------------------- |
| Liang Weikeng / Wang Chang (1) | 2:0 (21:5, 21:12)         | Adam Dong / Nyl Yakura    |
| 27. Juli 2024, 10:23 Uhr       |                           |                           |
| Aaron Chia / Soh Wooi Yik      | 2:1 (19:21, 21:16, 21:11) | Ben Lane / Sean Vendy     |
| 28. Juli 2024, 09:58 Uhr       |                           |                           |
| Aaron Chia / Soh Wooi Yik      | 2:0 (21:10, 21:15)        | Adam Dong / Nyl Yakura    |
| 28. Juli 2024, 10:13 Uhr       |                           |                           |
| Liang Weikeng / Wang Chang (1) | 2:1 (21:18, 13:21, 21:14) | Ben Lane / Sean Vendy     |
| 29. Juli 2024, 20:33 Uhr       |                           |                           |
| Ben Lane / Sean Vendy          | 2:0 (21:14, 21:12)        | Adam Dong / Nyl Yakura    |
| 29. Juli 2024, 22:28 Uhr       |                           |                           |
| Liang Weikeng / Wang Chang (1) | 2:0 (24:22, 21:14)        | Aaron Chia / Soh Wooi Yik |

#### Gruppe B
| Rang | Doppel                            | Spiele | gew. | verl. | Sätze gew. | Sätze verl. | Punkte  |
| ---- | --------------------------------- | ------ | ---- | ----- | ---------- | ----------- | ------- |
| 1.   | Kang Min-hyuk / Seo Seung-jae (4) | 3      | 3    | 0     | 6          | 0           | 126:92  |
| 2.   | Supak Jomkoh / Kittinupong Kedren | 3      | 2    | 1     | 4          | 2           | 115:98  |
| 3.   | Christo Popov / Toma Junior Popov | 3      | 1    | 2     | 2          | 4           | 107:121 |
| 4.   | Ondřej Král / Adam Mendrek        | 3      | 0    | 3     | 0          | 6           | 89:126  |

| Doppel 1                          | Ergebnis                 | Doppel 2                          |
| 27. Juli 2024, 19:32 Uhr          | 27. Juli 2024, 19:32 Uhr | 27. Juli 2024, 19:32 Uhr          |
| --------------------------------- | ------------------------ | --------------------------------- |
| Supak Jomkoh / Kittinupong Kedren | 2:0 (21:14, 21:19)       | Christo Popov / Toma Junior Popov |
| 27. Juli 2024, 22:00 Uhr          |                          |                                   |
| Kang Min-hyuk / Seo Seung-jae (4) | 2:0 (21:12, 21:17)       | Ondřej Král / Adam Mendrek        |
| 28. Juli 2024, 14:00 Uhr          |                          |                                   |
| Kang Min-hyuk / Seo Seung-jae (4) | 2:0 (21:17, 21:15)       | Christo Popov / Toma Junior Popov |
| 28. Juli 2024, 16:41 Uhr          |                          |                                   |
| Supak Jomkoh / Kittinupong Kedren | 2:0 (21:10, 21:13)       | Ondřej Král / Adam Mendrek        |
| 30. Juli 2024, 16:10 Uhr          |                          |                                   |
| Kang Min-hyuk / Seo Seung-jae (4) | 2:0 (21:16, 21:15)       | Supak Jomkoh / Kittinupong Kedren |
| 30. Juli 2024, 21:12 Uhr          |                          |                                   |
| Christo Popov / Toma Junior Popov | 2:0 (21:18, 21:19)       | Ondřej Král / Adam Mendrek        |

#### Gruppe C
| Rang | Doppel                                      | Spiele | gew. | verl. | Sätze gew. | Sätze verl. | Punkte |
| ---- | ------------------------------------------- | ------ | ---- | ----- | ---------- | ----------- | ------ |
| 1.   | Satwiksairaj Rankireddy / Chirag Shetty (3) | 2      | 2    | 0     | 4          | 0           | 84:57  |
| 2.   | Fajar Alfian / Muhammad Rian Ardianto       | 2      | 1    | 1     | 2          | 2           | 68:65  |
| 3.   | Ronan Labar / Lucas Corvée                  | 2      | 0    | 2     | 0          | 4           | 54:84  |
| WD   | Mark Lamsfuß / Marvin Seidel                | –      | –    | –     | –          | –           | –      |

| Doppel 1                                    | Ergebnis                 | Doppel 2                              |
| 27. Juli 2024, 14:52 Uhr                    | 27. Juli 2024, 14:52 Uhr | 27. Juli 2024, 14:52 Uhr              |
| ------------------------------------------- | ------------------------ | ------------------------------------- |
| Fajar Alfian / Muhammad Rian Ardianto       | 2:0 (21:13, 21:17)       | Mark Lamsfuß / Marvin Seidel          |
| 27. Juli 2024, 16:36 Uhr                    |                          |                                       |
| Satwiksairaj Rankireddy / Chirag Shetty (3) | 2:0 (21:17, 21:14)       | Ronan Labar / Lucas Corvée            |
| 29. Juli 2024, 11:00 Uhr                    |                          |                                       |
| Fajar Alfian / Muhammad Rian Ardianto       | 2:0 (21:13, 21:10)       | Ronan Labar / Lucas Corvée            |
| 30. Juli 2024, 14:03 Uhr                    |                          |                                       |
| Satwiksairaj Rankireddy / Chirag Shetty (3) | 2:0 (21:13, 21:13)       | Fajar Alfian / Muhammad Rian Ardianto |

#### Gruppe D
| Rang | Doppel                                    | Spiele | gew. | verl. | Sätze gew. | Sätze verl. | Punkte  |
| ---- | ----------------------------------------- | ------ | ---- | ----- | ---------- | ----------- | ------- |
| 1.   | Lee Yang / Wang Chi-lin                   | 4      | 4    | 0     | 8          | 2           | 207:162 |
| 2.   | Kim Astrup / Anders Skaarup Rasmussen (2) | 4      | 3    | 1     | 7          | 2           | 178:157 |
| 3.   | Liu Yuchen / Ou Xuanyi                    | 4      | 2    | 2     | 5          | 4           | 173:169 |
| 4.   | Takurō Hoki / Yugo Kobayashi              | 4      | 1    | 3     | 2          | 6           | 145:151 |
| 5.   | Vinson Chiu / Joshua Yuan                 | 4      | 0    | 4     | 0          | 8           | 104:168 |

| Doppel 1                                  | Ergebnis                  | Doppel 2                     |
| 27. Juli 2024, 21:16 Uhr                  | 27. Juli 2024, 21:16 Uhr  | 27. Juli 2024, 21:16 Uhr     |
| ----------------------------------------- | ------------------------- | ---------------------------- |
| Takurō Hoki / Yugo Kobayashi              | 0:2 (16:21, 10:21)        | Lee Yang / Wang Chi-lin      |
| 27. Juli 2024, 22:16 Uhr                  |                           |                              |
| Kim Astrup / Anders Skaarup Rasmussen (2) | 2:0 (21:13, 21:16)        | Vinson Chiu / Joshua Yuan    |
| 28. Juli 2024, 20:20 Uhr                  |                           |                              |
| Kim Astrup / Anders Skaarup Rasmussen (2) | 1:2 (15:21, 21:19, 15:21) | Lee Yang / Wang Chi-lin      |
| 28. Juli 2024, 21:10 Uhr                  |                           |                              |
| Liu Yuchen / Ou Xuanyi                    | 2:0 (21:13, 21:14)        | Vinson Chiu / Joshua Yuan    |
| 29. Juli 2024, 15:43 Uhr                  |                           |                              |
| Kim Astrup / Anders Skaarup Rasmussen (2) | 2:0 (21:15, 21:13)        | Liu Yuchen / Ou Xuanyi       |
| 29. Juli 2024, 19:30 Uhr                  |                           |                              |
| Takurō Hoki / Yugo Kobayashi              | 2:0 (21:11, 21:12)        | Vinson Chiu / Joshua Yuan    |
| 30. Juli 2024, 16:08 Uhr                  |                           |                              |
| Takurō Hoki / Yugo Kobayashi              | 0:2 (20:22, 18:21)        | Liu Yuchen / Ou Xuanyi       |
| 30. Juli 2024, 11:10 Uhr                  |                           |                              |
| Lee Yang / Wang Chi-lin                   | 2:0 (21:12, 21:13)        | Vinson Chiu / Joshua Yuan    |
| 31. Juli 2024, 14:02 Uhr                  |                           |                              |
| Kim Astrup / Anders Skaarup Rasmussen (2) | 2:0 (21:19, 22:20)        | Takurō Hoki / Yugo Kobayashi |
| 31. Juli 2024, 14:01 Uhr                  |                           |                              |
| Liu Yuchen / Ou Xuanyi                    | 1:2 (21:17, 17:21, 22:24) | Lee Yang / Wang Chi-lin      |

### Finalrunde
|  | Viertelfinale | Viertelfinale                     | Viertelfinale           | Viertelfinale | Viertelfinale |    |                                 | Halbfinale | Halbfinale      | Halbfinale      | Halbfinale      | Halbfinale      |                 |    | Spiel um Gold            | Spiel um Gold                  | Spiel um Gold | Spiel um Gold | Spiel um Gold |
|  |               |                                   |                         |               |               |    |                                 |            |                 |                 |                 |                 |                 |    |                          |                                |               |               |               |
|  | A1            | Liang Weikeng Wang Chang          | 24                      | 22            |               |    |                                 |            |                 |                 |                 |                 |                 |    |                          |                                |               |               |               |
|  | C2            | Fajar Alfian Muhammad R. Ardianto | 22                      | 20            |               |    |                                 |            |                 |                 |                 |                 |                 |    |                          |                                |               |               |               |
|  | C2            | Fajar Alfian Muhammad R. Ardianto | 22                      | 20            |               | A1 | Liang Weikeng Wang Chang        | 21         | 15              | 21              |                 |                 |                 |    |                          |                                |               |               |               |
|  |               |                                   |                         |               |               | A1 | Liang Weikeng Wang Chang        | 21         | 15              | 21              |                 |                 |                 |    |                          |                                |               |               |               |
|  |               | A2                                | Aaron Chia Soh Wooi Yik | 19            | 21            | 17 |                                 |            |                 |                 |                 |                 |                 |    |                          |                                |               |               |               |
|  | C1            | A2                                | Aaron Chia Soh Wooi Yik | 19            | 21            | 17 | S. Rankireddy Chirag Shetty     | 21         | 14              | 16              |                 |                 |                 |    |                          |                                |               |               |               |
|  | C1            |                                   |                         |               |               |    |                                 | 21         | 14              | 16              |                 |                 |                 |    |                          |                                |               |               |               |
|  | A2            | Aaron Chia Soh Wooi Yik           | 13                      | 21            | 21            |    |                                 |            |                 |                 |                 |                 |                 |    |                          |                                |               |               |               |
|  |               |                                   |                         |               |               |    |                                 |            |                 |                 |                 |                 |                 | A1 | Liang Weikeng Wang Chang | 17                             | 21            | 19            |               |
|  |               | D1                                | Lee Yang Wang Chi-lin   | 21            | 18            | 21 |                                 |            |                 |                 |                 |                 |                 |    |                          |                                |               |               |               |
|  | D2            | Kim Astrup Anders S. Rasmussen    | 21                      | 22            |               |    |                                 |            |                 |                 |                 |                 |                 |    |                          |                                |               |               |               |
|  | B1            | Kang Min-hyuk Seo Seung-jae       | 19                      | 20            |               |    |                                 |            |                 |                 |                 |                 |                 |    |                          |                                |               |               |               |
|  | B1            | Kang Min-hyuk Seo Seung-jae       | 19                      | 20            |               | D2 | Kim Astrup Anders S. Rasmussen  | 21         | 17              | 10              |                 |                 |                 |    |                          |                                |               |               |               |
|  |               |                                   |                         |               |               | D2 | Kim Astrup Anders S. Rasmussen  | 21         | 17              | 10              |                 |                 |                 |    |                          |                                |               |               |               |
|  |               | D1                                | Lee Yang Wang Chi-lin   | 18            | 21            | 21 |                                 |            | Spiel um Bronze | Spiel um Bronze | Spiel um Bronze | Spiel um Bronze | Spiel um Bronze |    |                          |                                |               |               |               |
|  | B2            | D1                                | Lee Yang Wang Chi-lin   | 18            | 21            | 21 | Supak Jomkoh Kittinupong Kedren | 14         | Spiel um Bronze | Spiel um Bronze | Spiel um Bronze | Spiel um Bronze | Spiel um Bronze | 17 |                          |                                |               |               |               |
|  | B2            |                                   |                         |               |               |    |                                 |            |                 |                 |                 |                 |                 |    |                          |                                |               |               |               |
|  | D1            | Lee Yang Wang Chi-lin             | 21                      | 21            |               |    |                                 |            |                 |                 |                 |                 |                 |    | A2                       | Aaron Chia Soh Wooi Yik        | 16            | 22            | 21            |
|  |               |                                   |                         |               |               |    |                                 |            |                 |                 |                 |                 |                 |    | D2                       | Kim Astrup Anders S. Rasmussen | 21            | 20            | 19            |

## Sieger und Platzierte
| Platz | Land | Sportler                                |
| ----- | ---- | --------------------------------------- |
| 1     | TPE  | Lee Yang / Wang Chi-lin                 |
| 2     | CHN  | Liang Weikeng / Wang Chang              |
| 3     | MYS  | Aaron Chia / Soh Wooi Yik               |
| 4     | DEN  | Kim Astrup / Anders Skaarup Rasmussen   |
| 5     | INA  | Fajar Alfian / Muhammad Rian Ardianto   |
| 5     | IND  | Satwiksairaj Rankireddy / Chirag Shetty |
| 5     | KOR  | Kang Min-hyuk / Seo Seung-jae           |
| 5     | THA  | Supak Jomkoh / Kittinupong Kedren       |